# Martha and the Muffins
Martha and the Muffins sind eine kanadische Band, die ihre größten Erfolge in den 1970er und 1980er Jahren hatten. Stilistisch lässt sich die Gruppe im Bereich Synthie-Pop, Rock und New Wave verorten. Ihr größter Chart-Erfolg mit Platz 10 in der UK-Hitparade war 1980 der Titel Echo Beach.

## Geschichte
Die Band kam 1977 zusammen, als Martha Johnson (* 18. Dezember 1950, in Toronto), Mark Gane, David Millar, Carl Finkle, Tim Gane und Martha Ladly sich trafen und anfingen, zusammen auf Shows in Toronto zu spielen. Obgleich es zwei Marthas in der Band gab, war Lead-Sängerin Martha Johnson die Namensgeberin der Band. Millar verließ die Band jedoch bereits innerhalb des ersten Jahres. 1978 veröffentlichten sie ihre erste unabhängige Single, Insect Love, die ihnen sofort einen Vertrag mit Virgin Records (heute ein Teil von EMI) einbrachte. Im folgenden Jahr erschien ihr Debütalbum Metro Music, das mit Echo Beach einen internationalen Hit enthielt. Im selben Jahr stieß Saxofon-Spieler Andy Haas zur Band, und der Schlagzeuger Tim Gane wurde durch Nick Kent ersetzt.
1980 wurde das zweite Album Trance and Dance veröffentlicht, das jedoch wenig erfolgreich war und auch keine Hit-Single mehr enthielt. Martha Ladly verließ die Band, Tim Gane kehrte als Schlagzeuger zurück. 1981 wurde Carl Finkle von Jocelyne Lanois, der Schwester des Musikproduzenten Daniel Lanois ersetzt. Daniel Lanois produzierte auch das neue Album This is the Ice Age. Die beiden Songs Women Around the World at Work und Swimming entwickelten sich zu Ohrwürmern, die oft im Radio gespielt wurden. Das 1982er Album Danseparc wurde erneut von Daniel Lanois produziert; Haas und Tim Gane verließen die Band, und Gane wurde von Dick Smith ersetzt. Während dieser Zeit wurde der Name des Band offiziell in M + M geändert, obwohl das Albumcover sowohl die Bezeichnung „M + M“ als auch „Martha and the Muffins“ aufwies. Das Album war erfolglos und 1983 fiel die Band auseinander. Martha Ladly zog nach England, wo sie im Background der Associates mitwirkte. Später sang sie in der Begleitband von Robert Palmer. Jocelyne Lanois erschien 1989 als Mitglied der Band „Crash Vegas“ erneut in der kanadischen Hitparade. Ladly ist heute Designausbilderin an der Ontario-Hochschule für Kunst und Design.
Martha Johnson und Mark Gane spielten unter dem Namen „M + M“ weiterhin zusammen. 1984 veröffentlichten sie als Duo das Album „Mystery Walk“, das wiederum von Daniel Lanois produziert wurde und ihnen ihren größten Erfolg in diesen Jahren mit Black Stations / White Stations – einer Anti-Rassismus Hymne – verschaffte. Dieser Song wurde ein Smash-Hit in Kanada. In den Vereinigten Staaten stürmte er die Dance Music Charts, wurde aber trotzdem von vielen Radiostationen verboten. Cooling the Medium, die zweite Single des Albums, wurde in Kanada ebenfalls erfolgreich. 1985 gingen Johnson und Gane nach Bath, England, um mit dem Produzenten David Lord zu arbeiten. Daraus resultierte das Album The World Is a Ball, das sich jedoch schlecht verkaufte und das Duo wieder nach Kanada zurückkehren ließ.
Danach wurde es ruhig bis 1992, als sie den Namen „Martha and the Muffins“ für das Album Modern Lullaby wiederbelebten – nicht aber die ursprüngliche Band. Auch dies Album wurde nur ein mäßiger Erfolg, und Johnson und Gane konzentrierten sich auf andere Projekte und haben als Duo außer einer Bonus-Single auf einem Compilation-Album 1998 seither kein neues Material veröffentlicht.
2003 sollte es eine Reunion von Martha and the Muffins geben. Im Jahr 2005 spielten sie einige Konzerte in Toronto, einschließlich eines gemeinsamen Gigs mit dem ebenfalls wiedervereinigten Parachute Club, die seinerzeit auch durch Lanois produziert wurden. In einer Pressemitteilung über die Wiedervereinigung gab Johnson an, dass die Band neues Material aufnehmen würde. Ein Album mit neuen Aufnahmen, Delicate, erschien 2010. Im Anschluss gab es vereinzelte Auftritte und Wiederveröffentlichungen alter Aufnahmen.

## Diskografie

### Alben
- 1979: Metro Music (CA: Gold)
- 1980: Trance and Dance
- 1981: This Is the Ice Age
- 1983: Danseparc
- 1984: Mystery Walk
- 1985: The World Is a Ball
- 1987: Far Away in Time (Kompilation)
- 1992: Modern Lullaby
- 1998: Then Again: A Retrospective
- 2010: Delicate

### Singles
- 1980: Echo Beach (CA: Gold (Physische Single))
- 1980: Paint By Number Heart
- 1981: Women Around the World at Work
- 1982: Swimming
- 1982: Danseparc (Everyday It’s Tomorrow)
- 1984: Black Stations/White Stations
- 1984: Cooling the Medium
- 1986: Song in My Head